# 赵海宽
赵海宽（1930年—），男，陕西绥德人，中国世界经济学家，曾任中国人民银行金融研究所所长、研究员、博士生导师，中国金融学会副会长、秘书长，第八、九届全国政协委员。